# Spet (Round and Round)
„Spet“ (заглавие на английски: Round and Round) е песен, с която певицата Тинкара Ковач представя Словения на песенния конкурс „Евровизия 2014“. Избрана е на 8 март 2014 година, когато се провежда финалът на словенската национална селекция.
Песента ще бъде изпратена на конкурса в словенско-английската си версия. Планирана е и италиано-английска версия.
Тинкара споделя за песента си:
| „ | Много ми е трудно да опиша музиката си, оставям го на другите. Аз съм вокалист, флейтист и автор... и се надявам да чуете тази симбиоза в песента ми. Тя е създадена от известния словенски композитор Рей с помощта на Хана Манчини като съавтор на текста на английската версия и Тина Пиш на словенската такава. Всичко започна с мелодията на Рей, след което добавих текста и Тина и Хана ми помогнаха да го довърша. | “ |